# Pierre Le Goff (chimiste)
Pour les articles homonymes, voir Pierre Le Goff et Le Goff.
Pierre Le Goff (né le 8 février 1923 à Brest et décédé le 7 mars 2005 à Nancy) est un chimiste français. Pionnier du génie chimique en France, il a fondé le Centre de cinétique physique et chimique et le Laboratoire des sciences du génie chimique de Nancy.